# Malgré-nous

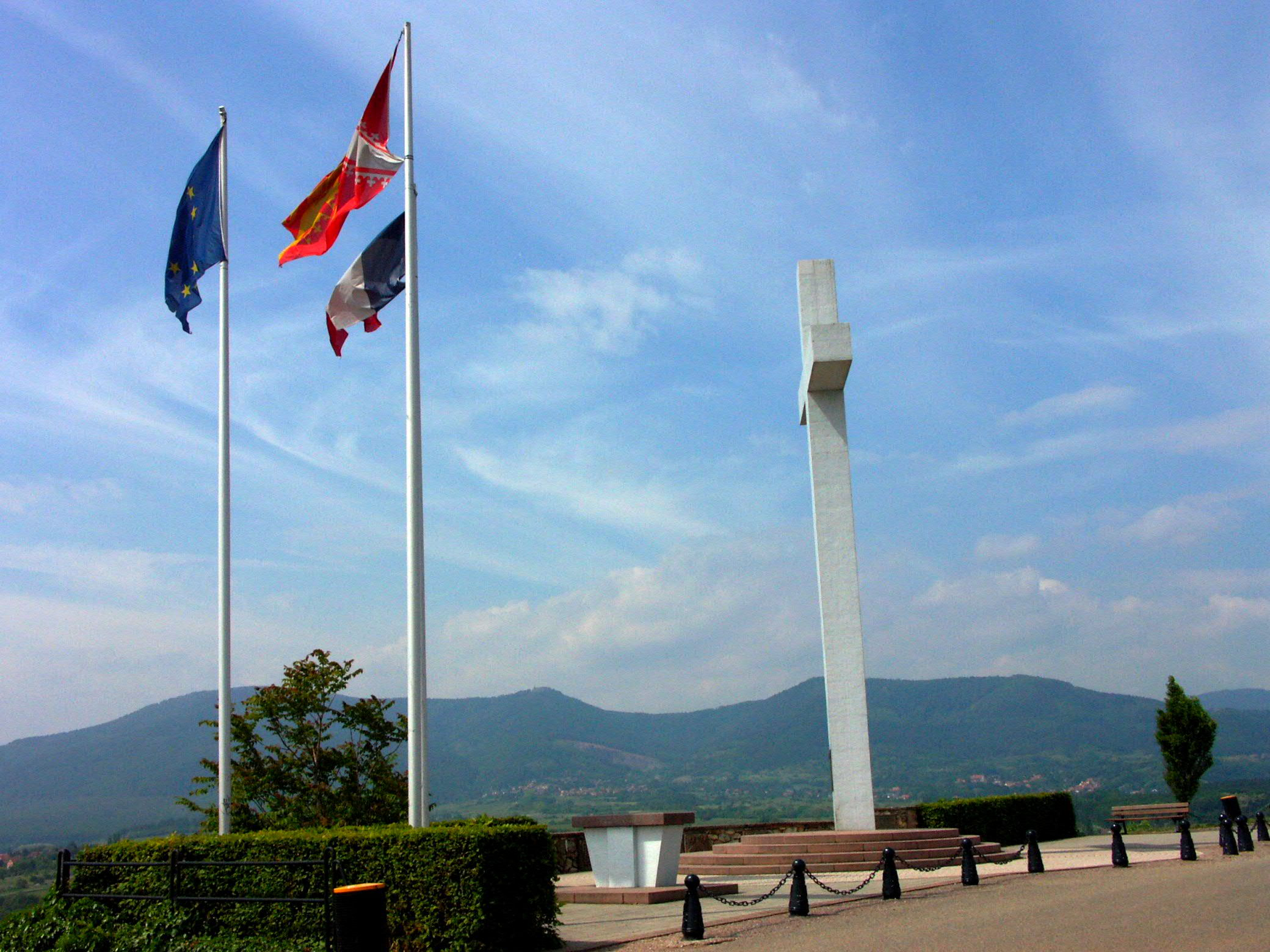
Monumento a los Malgré-Nous en el cantón de Obernai, Francia.

Los Malgré-nous (del francés, «A nuestro pesar») es como se conoce a la generación de jóvenes de las regiones francesas de Alsacia y Mosela (Lorena) que fueron incorporados a la fuerza al ejército nazi durante la Segunda Guerra Mundial.
También se usa paralelamente la denominación en femenino, Malgré-elles, para designar la generación de alsacianas incorporadas al servicio del Reichsarbeitsdienst (RAD) o trabajo social del estado.

## Historia
Un decreto nazi obligó desde el 25 de agosto de 1942 a unos 130 000 alsacianos, que según el derecho internacional conservaban la nacionalidad francesa, a incorporarse a la fuerza a la Wehrmacht bajo pena, en caso de negarse, de deportación de sus familias al interior de Alemania para su «germanización».
La resistencia a esta medida llevó a la revuelta en varias poblaciones como la recordada en Ballersdorf, pero no llegó a impedir la muerte o desaparición de unos 47 000 alsacianos, sobre todo en el frente del este, dónde muchos fueron hechos prisioneros y enviados a Siberia, o, incorporados a la tropa de la Waffen-SS, participaron en hechos como la destrucción del pueblo de Oradour-sur-Glane.
Los últimos de ellos no regresaron a Alsacia hasta mediados de los años 1950 y 14 fueron procesados en 1953 por los hechos de Oradour-sur-Glane, lo que causó una gran polémica en la opinión pública francesa.